# Flavie Flament

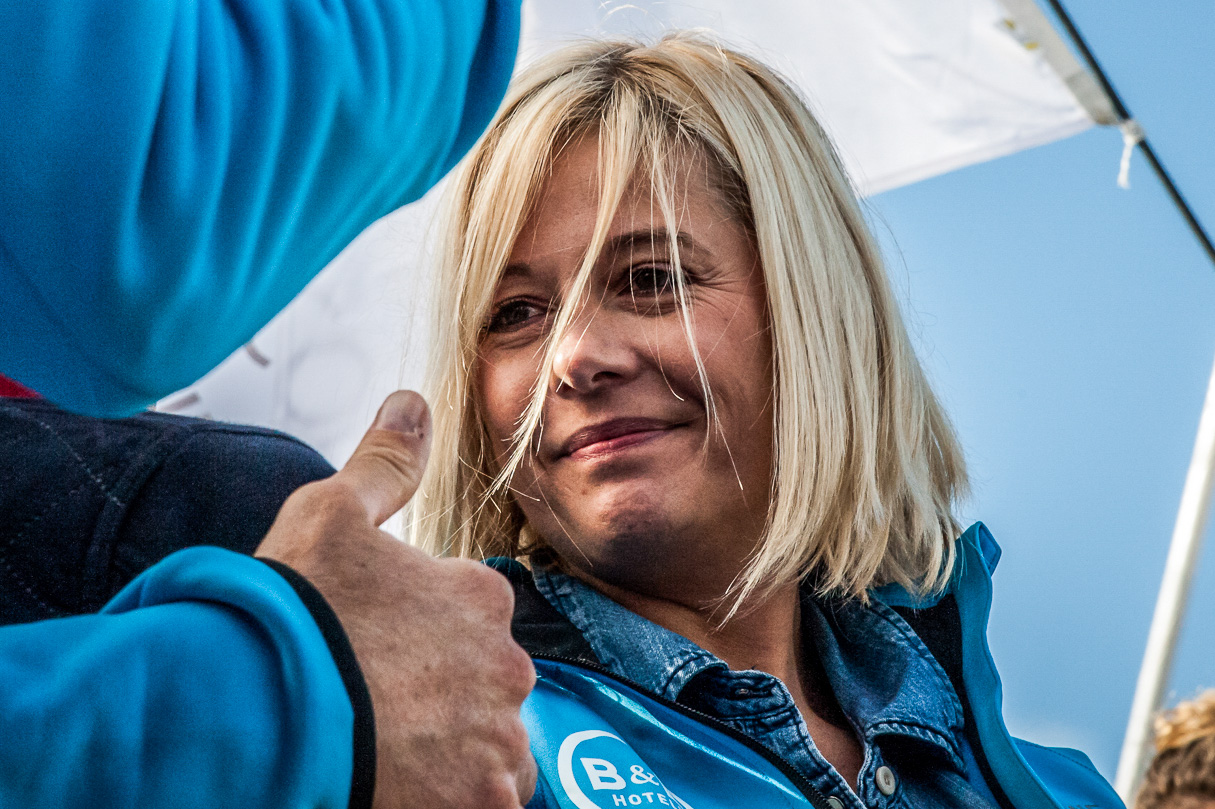
Flavie Flament an der Route du Rhum (2014)

Flavie Flament (* 2. Juli 1974 in Valognes, Normandie als Flavie Lecanu) ist eine französische Fernseh- und Hörfunkmoderatorin sowie Autorin.

## Leben
Flavie Flament ist die Tochter des Profi-Fußballspielers Jean-Paul Lecanu († 2014). Im Alter von 14 Jahren wurde sie in einem Wettbewerb zur Miss Normandie gekürt. 1994 beendete sie ein Hochschulstudium im Fach „Angewandte Fremdsprachen“  (Langues étrangères appliquées) mit dem Diplôme d’études universitaires générales (DEUG).
Ihre Laufbahn beim Fernsehen begann Flament als Produktionsassistentin in der Unterhaltungssendung Frou-Frou im öffentlich-rechtlichen Programm Antenne 2. 1998 war sie Wettermoderatorin bei Canal+. Im Jahr 2000 präsentierte sie ihre erste eigene Sendung, Exclusif, bei TF1. Von 2001 bis 2005 präsentierte sie der Spielshow Domino Day (gemeinsam mit Denis Brogniart und dem Sänger Dave). Es folgten weiter TV-Specials und -Shows, zum Beispiel L'homme le plus drôle de l'année, Les 500 Choristes ensemble, Tube d'un jour, tube de toujours, Sagas, Vis ma Vie und La Chanson de l'année.
Im Jahr 2009 kam es zum Bruch mit TF1. Nach Abschluss der Dreharbeiten der von Flament präsentierten Reality-Soap Love and Bluff beschwerte sie sich öffentlich über deren mangelnde Qualität, nannte sie „merdique“ (beschissen) und verließ den Sender. Nach einer Tätigkeit beim Spartenprogramm Jimmy beendete sie ihre Fernsehkarriere.
Von 2011 bis 2021 moderierte Flament bei dem französischen Hörfunksender RTL die tägliche Nachmittagssendung On est fait pour s'entendre.  2011 veröffentlichte sie ihr erstes Buch, Les chardons (Die Disteln), und 2015 folgte ihr Kinderbuch Lulu la mouette (Lulu die Möwe). Von 2021 bis 2024 moderierte sie bei RTL die allabendliche Sendung Jour J, in der aktuelle Themen diskutiert wurden. Seit dem Herbst 2024 ist sie einmal wöchentlich am Samstagvormittag im Programm.
2016 veröffentlichte Flament das Buch La consolation, in dem sie angibt, als 13-Jährige von einem international bekannten Fotografen sexuell missbraucht worden zu sein. Später nannte sie in einer Talkshow seinen Namen. Es soll sich um David Hamilton gehandelt haben, Hamilton wies Flaments Vorwürfe zurück.
Aus Flaments beiden Ehen ging jeweils ein Sohn hervor (* 1995 und * 2004).